# Глифиптеригиды
Глифиптеригиды (лат. Glyphipterigidae) — семейство бабочек надсемейства Yponomeutoidea.

## Описание
Небольшие бабочки с размахом крыльев 5—20 мм. Челюстные щупики редуцированы, губные щупики изогнуты вверх. Глазки имеются. Передние крылья ланцетовидные, часто на внешнем крае с субапикальной выемкой. На переднем крыле жилки, отходящие от срединной ячейки, обособлены у основания. Общий фон часто темно-бурый, желтовато-бурый или зелёный с ярким рисунком из светлых штрихов, а также из блестящих полос и пятен. Яйцеклад короткий и средних размеров.
Гусеницы минируют листья, стебли и семена травянистых растений.

## Роды
- Abrenthia
- Aechmia
- Anacampsiodes
- Apistomorpha
- Carmentina
- Caulobius
- Chrysocentris
- Circica
- Cotaena
- Cronicombra
- Desmidoloma
- Diploschizia
- Drymoana
- Electrographa
- Encamina
- Emolytis
- Eusthenica
- Glyphipterix
- Heribeia
- Irinympha
- Lepidotarphius
- Machlotica
- Metapodistis
- Myrsila
- Neomachlotica
- Orthotelia
- Pantosperma
- Phalerarcha
- Phryganostola
- Rhabdocrates
- Sericostola
- Setiostoma
- Taeniostolella
- Tetracmanthes
- Toxopeia
- Trapeziophora
- Uranophenga
- Ussara